# 硒化氢
硒化氫是化學式為H2Se的無機化合物。在標準條件下，硒化氫是一種無色，易燃氣體。是硒化合物中毒性最強的，暴露限值為0.05ppm。這種化合物具有刺激像腐爛辣根氣味，較高濃度下有臭雞蛋的氣味。

## 性質
硒化氢性質類似硫化氫，硒化氢溶於水，並形成酸性溶液。虽然硒化氢溶解度小于硫化氢，但它的溶液酸性却比硫化氢强。硒化氢的还原性也比硫化氢强，硒化氢与潮湿空气接触便逐渐分解析出硒（但是硒化氢对干燥的空气是非常稳定的，只有在有水存在的条件下才会催化氧化生成单质硒。）。燃烧硒化氢时，有二氧化硒生成，若空气不足则生成单质硒。加热至573K时，硒化氢分解，形成硒镜。

## 製備
硒化鋁和水作反應，生成氫氧化鋁及硒化氢:
Al2Se3  +  6 H2O  ⇌ 2 Al(OH)3  +  3 H2Se
硒化氢也可以由单质直接化合得到：
H2 + Se → H2Se
这个反应需要在250-570℃进行，并且在570℃效率达到最大（超过50%）。

此外，也可以在水体系中用一氧化碳还原硒得到硒化氢：
Se + H2O + CO → H2Se + CO2

## 反應
硒化氫與二氧化硫反應，生成水、硒及硫:
2 H2Se  +  SO2 ⇌ 2 H2O  +  2Se  +  S
此方法用於製造純正的硒。

## 安全

### 中毒症状
硒化氢急性中毒会产生流泪、流涕、咳嗽、胸闷、恶心、呕吐、呼吸急促、口唇紫紺、咽部充血等临床现象。

### 安全标准
硒化氫的毒性遠遠超過其同類硫化氫。空氣中危險值為0.05ppm。暴露在高濃度硒化氫中不到一分鐘就會引起眼睛和粘膜刺激，造成至少幾天感冒症狀。在德國，飲用水中的限制是0.008毫克/升，美國環保局建議為0.01毫克/升。